# Брейтенбах, Конрад
Конрад Лодевик Брейтенбах (африк. Coenraad Lodewyk Breytenbach, англ. Conrad Breytenbach; род. 10 ноября 1970, Мидделбург) — южноафриканский и российский регбист.

## Биография

### Регби
Брейтенбах выступал в Кубке Карри за клуб «Блю Буллз» из Трансвааля (представлял в 2001 году). Привлекался в сборную ЮАР по регби-7 (участник Гонконгской серии 1996 года) и был кандидатом на попадание в сборную ЮАР. В Супер 12 выступал за клуб «Буллз».
В 2002 году Брейтенбах переехал в Россию и стал игроком клуба «Красный Яр», с ним команда дошла до финала Кубка России, но потерпела в финале неудачу. В том же году тренер сборной России и по совместительству наставник красноярской команды Джеймс Штоффенберг пригласил Брейтенбаха в сборную России, сообщив Международному совету регби, что предки Брейтенбаха мигрировали в Южную Африку во время англо-бурской войны и на этом основании он имеет право играть за Россию. Брейтенбах сыграл всего два матча против Грузии (3 марта, ничья 12:12) и Румынии (24 марта, поражение 22:27), однако Грузия подала протест на участие Брейтенбаха, заявив, что тот не имел права выступать за Россию. Последовавшее расследование вскоре привело к дисквалификации Брейтенбаха.

### Регбилиг
В 2000 году Брейтенбах выступил за сборную ЮАР на чемпионате мира по регбилиг на позиции стенд-оффа (полузащитника). Он провёл всего один матч против сборной Тонга и набрал 4 очка за счёт попытки. ЮАР на том турнире проиграла все три матча и не вышла из группы.